# Petra B. Schumacher
Petra B. Schumacher ist eine deutsche Sprachwissenschaftlerin.

## Leben
Von 1992 bis 1998 erwarb sie das Diplom in Anglistik und Betriebswirtschaftslehre an der Universität Mannheim. Von 1998 bis 2004 absolvierte sie ein Promotionsstudium in Linguistik an der Yale University (1999: MA in Linguistik, 2002: MPhil in Linguistik, 2004: Promotion in Linguistik). Seit 2014 ist sie Professorin für Germanistische Sprachwissenschaft (Empirische Methoden in der Sprachwissenschaft) an der Universität zu Köln.

## Schriften (Auswahl)
- The syntax-discourse interface. Representing and interpreting dependency. Amsterdam 2005, ISBN 90-272-2804-3.
- mit Jörg Meibauer und Rita Finkbeiner (Hg.): What is a Context? Theoretical and empirical perspectives. Amsterdam 2012, ISBN 978-90-272-5579-2.